# سونی اریکسون زد۵۰۰آ
سونی اریکسون زد۵۰۰آ (به انگلیسی: Sony Ericsson Z500a)، یک‌نمونه از گوشی‌های تلفن همراه سری زد (به انگلیسی: Z) شرکت سونی اریکسون می‌باشد که توسط همین شرکت به بازار عرضه شده‌است.